# Salvatore Minni
Salvatore Minni, né le 13 février 1979 à Bruxelles, est un auteur belge de roman policier, et plus particulièrement de thrillers psychologiques. Il vit et travaille à Bruxelles.

## Biographie
Salvatore Minni s’est exercé à l’écriture dès son plus jeune âge en mettant des textes lyriques et des nouvelles sur papier. Hésitant longuement entre des études de psychologie et de linguistique, il entreprend des études de traducteur à l’ISTI de Bruxelles. Encouragé par un de ses professeurs (Françoise Lalande), il continue d’écrire et publie finalement la première version de son roman « Claustrations » aux Editions Persée en septembre 2015.
À la suite de sa participation au Prix du Suspense Psychologique 2017 présidé par Franck Thilliez, ce thriller psychologique a été retravaillé, amélioré, étoffé et peaufiné pour une nouvelle version qui voit le jour le 19 octobre 2017.
En 2018, après avoir accepté le défi des Editions Lamiroy d’écrire et de publier une nouvelle de 5000 mots, il écrit « Iniquité » pour leur collection « Opuscules ».
L’année 2019 est assez chargée avec la publication de la version définitive de « Claustrations » d’abord, qui ressort avec une nouvelle inédite dans la collection Phénix Noir de la maison d’édition bruxelloise Editions IFS, mais surtout aussi avec la sortie de « Anamnèse », son second roman, qui est publié le 17 octobre 2019 par les éditeurs parisiens Slatkine & Cie. En décembre 2019, cet ouvrage de Salvatore Minni fait partie des six finalistes du Prix des Lecteurs Club, qui récompense l'auteur belge de l'année.
Il fait aussi partie des organisateurs du Salon de l’Iris Noir Bruxelles.

## Publications

### Romans
- Claustrations, 1re édition[2], Éditions Persée, Paris, 2015 ; Réédition[3], Nouvelles Plumes, Paris, 2017 ; Édition définitive[4], coll. "Phénix Noir", Éditions IFS, Bruxelles, 2019
- Anamnèse[5], Slatkine & Cie, Paris, 2019
- Désobéissance, M+, 2023
- Emprises, Presses de la Cité, 2025

### Nouvelles
- Iniquité[6], Bruxelles, Éditions Lamiroy, coll. "Opuscules", 2018
- Novae, (initialement connue sous le titre Regarde les étoiles), nouvelle reprise ensuite dans la réédition 2019 du roman Claustrations[4].

## Récompenses et distinctions
- Prix Mot Passant 2018 décerné à Claustrations[4]
- Prix Coup de Cœur du Jury du Prix du Balai d'Or 2019 décerné à Claustrations[4]